# طمينة (أكلة)
طمينة (أو زرير) هي حلوى جزائرية تقليدية، تصنع بالسميد والعسل والزبدة. تقدم في المناسبات والأعياد.

## الاستهلاك
تستهلك هذه الحلوى بشكل رئيسي بعد الولادة كطعام للأم، للجانب المغذي، وللمشاركة مع الأقارب . وتستهلك أيضا في بعض المناطق خلال مهرجان المولد النبوي، للاحتفال بمولد نبي الإسلام محمد صلى الله عليه وسلم والاعياد وحفلات الزواج.

## طريقة التحضير
1. نحمص السميد جيداً في مقلاة على النار حتى يصبح ذهبي اللون.
2. نخلط العسل مع الزبدة الذائبة في قدر ونضعهم فوق النار ليسخنوا.
3. نفرغ خليط عسل مع الزبدة في وعاء ونفرق فوقه السميد المحمص ونخلط جيداً.

## المقادير
- سميد.
- زبدة.
- العسل.

- حلوة الدراجي.
- القرفة.